# Wald-Storchschnabel
Der Wald-Storchschnabel (Geranium sylvaticum) ist eine Pflanzenart aus der Gattung der Storchschnäbel (Geranium) innerhalb der Familie der Storchschnabelgewächse (Geraniaceae).

## Beschreibung

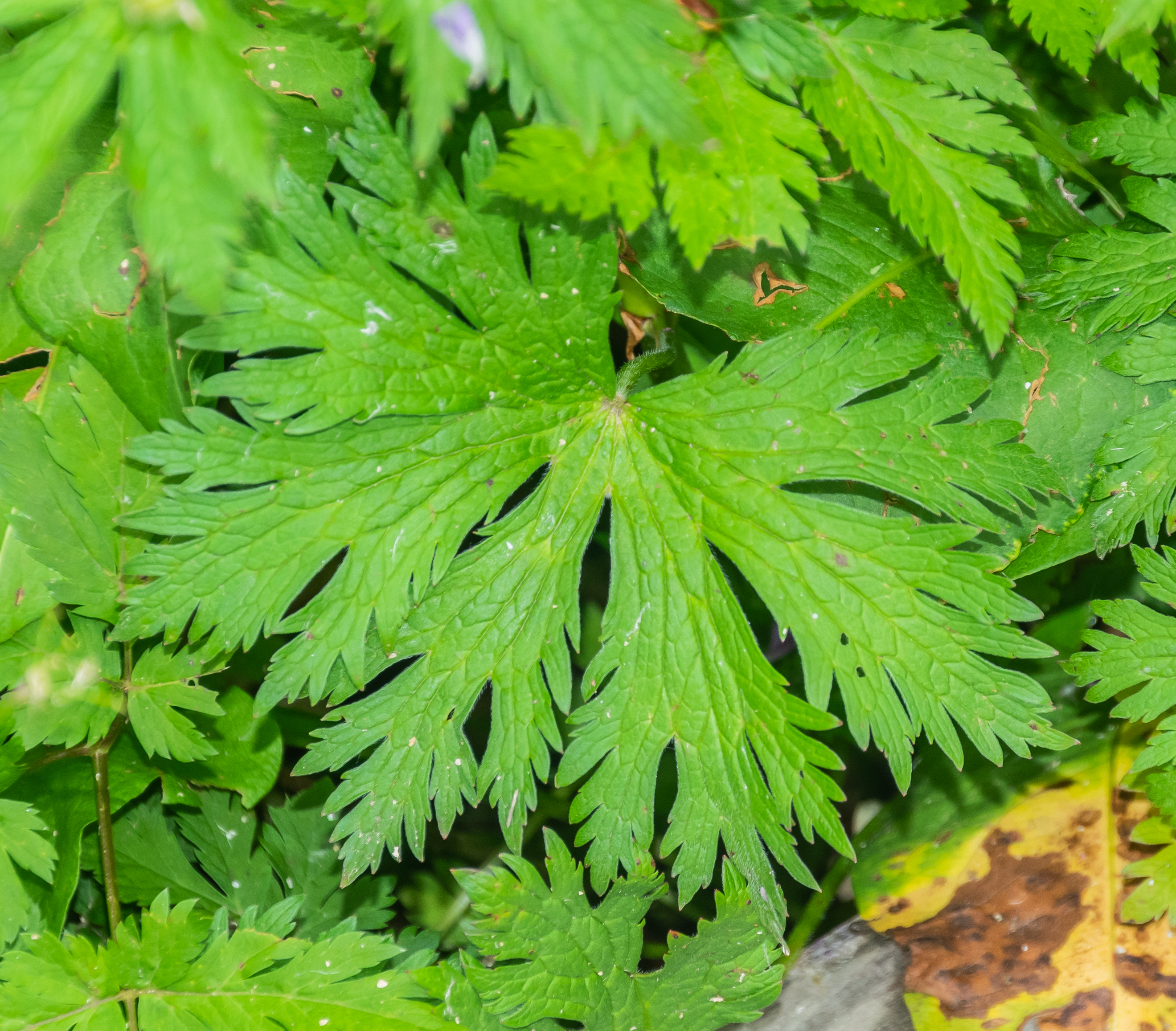
Blattspreite

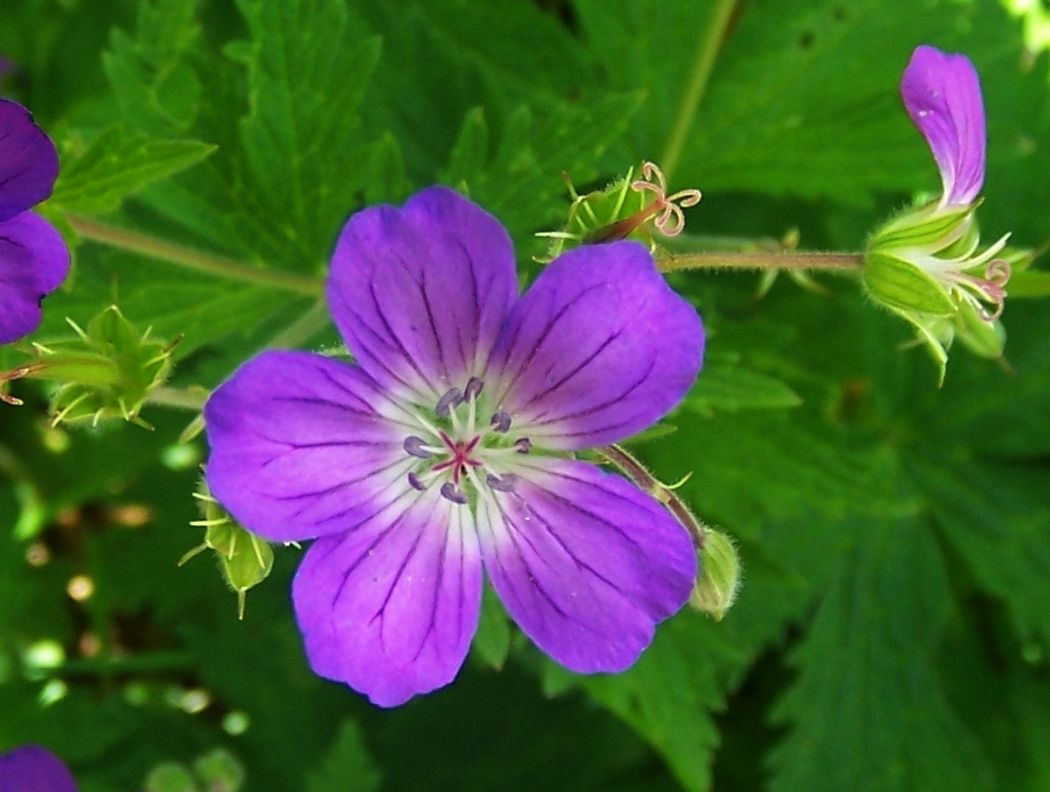
Radiärsymmetrische Blüte

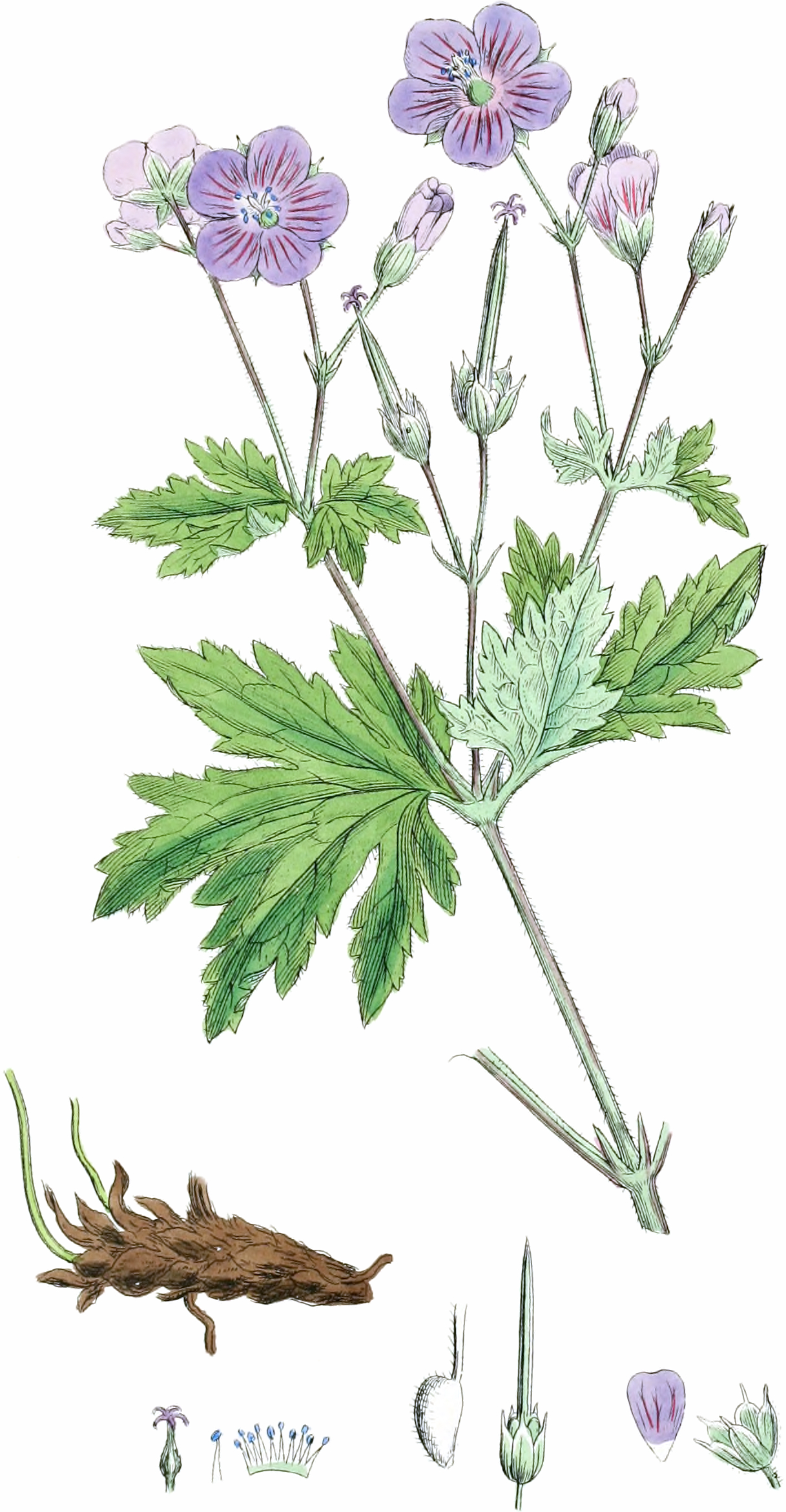
Illustration aus English botany, or, Coloured figures of British plants, Volume 2 1864, Tafel 296

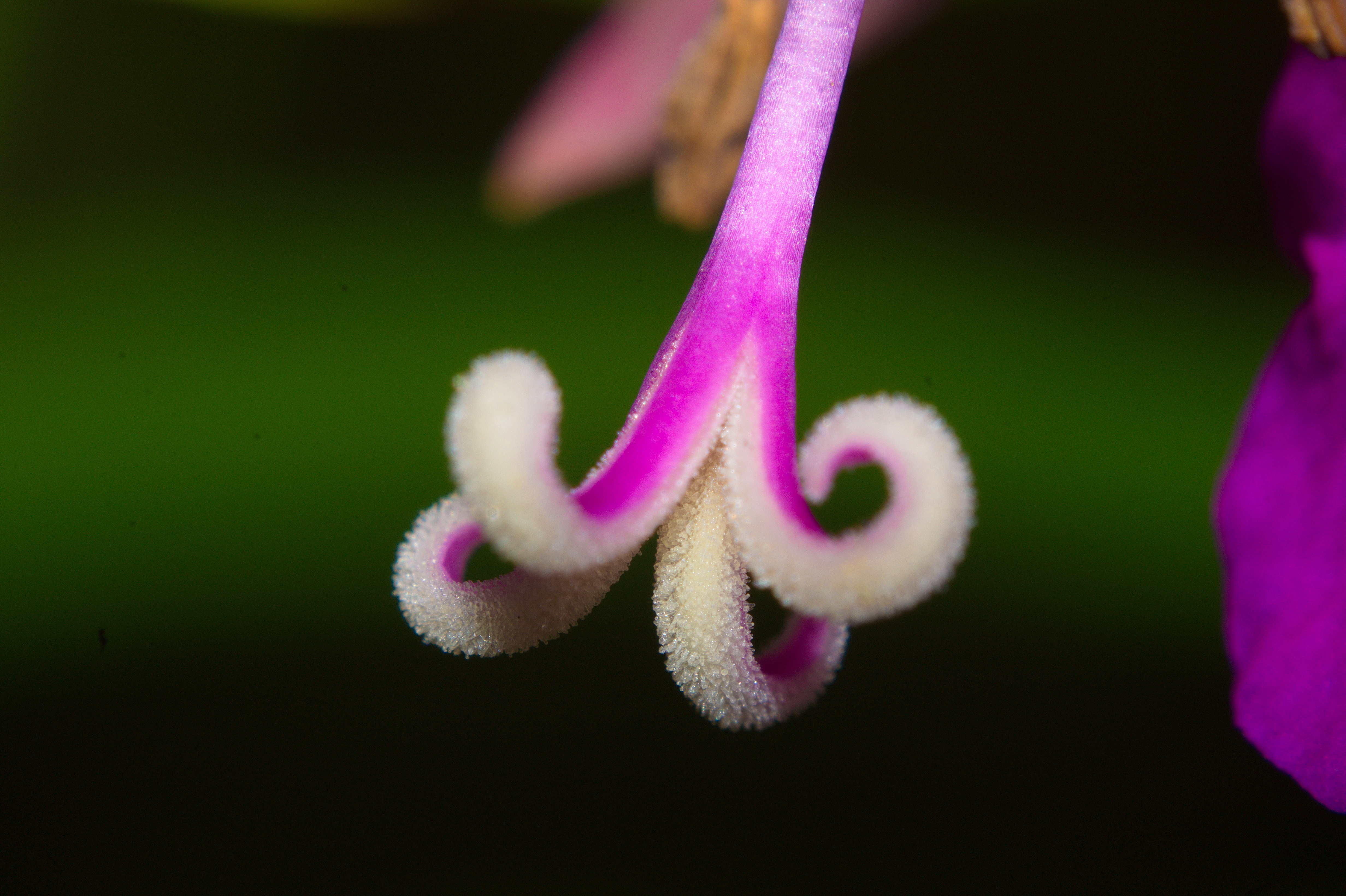
Der Griffel endet in fünf Narben

### Vegetative Merkmale
Der Wald-Storchschnabel ist eine ausdauernde krautige Pflanze und erreicht Wuchshöhen von 30 bis 60, selten bis zu 70 Zentimetern. Der meist gabelig verzweigte Stängel ist im unteren Bereich kurz anliegend behaart. Die oberen Stängelteile, die Blütenstiele, die Blüten und die Kelchblätter sind mit Drüsenhaaren besetzt (Indument).
Die unteren bis mittleren Laubblätter sind wechselständig am Stängel angeordnet und in Blattstiel sowie -spreite gegliedert. Die kräftig grünen Blattspreiten sind fünf- bis siebenteilig bis unterhalb die Mitte fiederspaltig gelappt, mit breiteren, im unteren Teil tief eingeschnittenen, im oberen grob gezähnten Abschnitten. Die 6 bis 15 Zentimeter breiten Abschnitte enden in vielen Blattzipfeln.

### Generative Merkmale
Die Blütezeit reicht von Mai bis Juni oder in der Schweiz von Juni bis Juli. Die drüsig behaarten Blütenstiele stehen nach der Anthese bis zur Reife der Früchte aufrecht.
Die zwittrige Blüte ist bei einem Durchmesser von 22 bis 30 Millimetern radiärsymmetrisch und fünfzählig mit doppelter Blütenhülle. Die fünf Kelchblätter besitzen eine 2 bis 4 Millimeter lange Spitze. Die dunkel-bläulich- bis rötlichpurpurfarbenen Blütenkronen haben eine weiße Mitte, je nördlicher man diese Pflanzenart in Nordosteuropa antrifft, desto häufiger findet man auch Formen mit rosafarbenen oder weißen Blüten. Die fünf Kronblätter sind 12 bis 18 Millimeter lang am oberen Ende gerundet und nicht ausgerandet. Es sind zwei Kreise mit je fünf fertilen Staubblättern vorhanden. Die Staubblätter sind lanzettlich und an ihrer Basis nicht verdickt. Der Griffel endet in fünf Narben.
Die Frucht hat die typische storchschnabelartige Gestalt und ist mit Schnabel 2,5 bis 3,5 Zentimeter lang.

### Chromosomensatz
Die Chromosomengrundzahl beträgt x = 14; es liegt Diploidie mit einer Chromosomenzahl 2n = 28 vor.

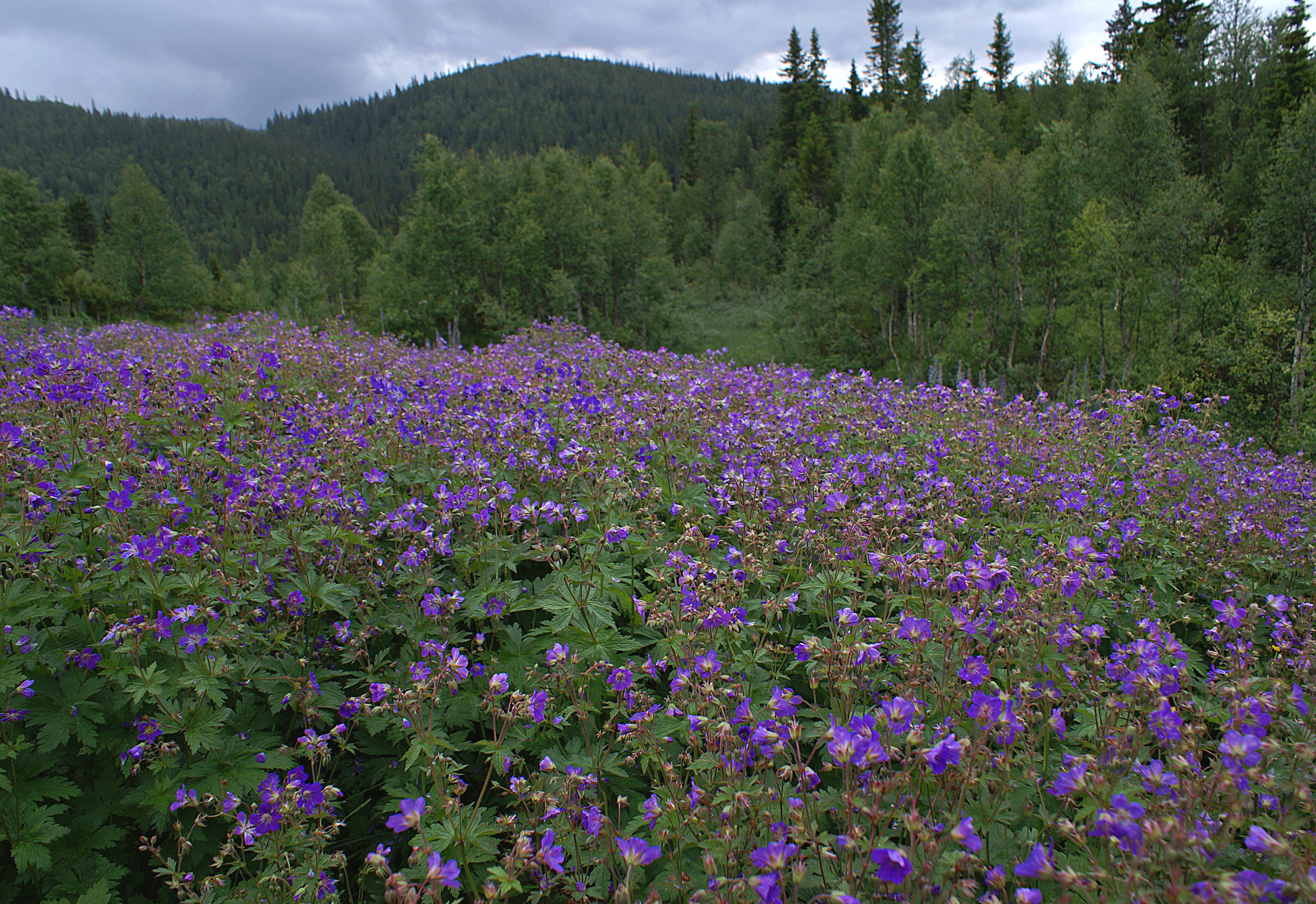
Habitat

## Vorkommen
Das Verbreitungsgebiet von Geranium sylvaticum erstreckt sich von Europa über Westasien und dem Kaukasusraum bis Zentralasien sowie Westsibirien. Es gibt Fundortangaben für Belgien, Deutschland, Österreich, Liechtenstein, die Schweiz, Italien, Korsika, Frankreich, Andorra, Spanien, Gibraltar, das Vereinigte Königreich, Irland, Island, die Färöer-Inseln, Dänemark, Norwegen, Schweden, Finnland, den europäischen Teil Russlands, Belarus, Estland, Litauen, Lettland, die Ukraine, die Krim, Polen, Ungarn, Tschechien, die Slowakei, Serbien, Kroatien, Bulgarien, Rumänien, Albanien, Griechenland, die Türkei, den nördlichen Iran, Ciskaukasien, Armenien, Aserbaidschan, Georgien, Dagestan, Hakasija, Tuwa, Krasnoyarsk, Westsibirien sowie Kasachstan.
Der Wald-Storchschnabel gedeiht in präalpinen sowie in küstennahen nordischen Bereichen. Der Wald-Storchschnabel wächst meist in montanen bis subalpinen Wiesen und Hochstaudenfluren, Wald- und Gebüschsäumen, aber auch bei Hecken, in Wiesen, an Ufern und Felsstandorten. In den Allgäuer Alpen steigt er im Gipfelbereich des Rauheck in Bayern bis in eine Höhenlage von 2300 Metern auf. Im Kanton Wallis erreicht er eine Höhenlage von 2500 Metern.
Die ökologischen Zeigerwerte nach Landolt et al. 2010 sind in der Schweiz: Feuchtezahl F = 3+w (feucht aber mäßig wechselnd), Lichtzahl L = 3 (halbschattig), Reaktionszahl R = 3 (schwach sauer bis neutral), Temperaturzahl T = 2+ (unter-subalpin und ober-montan), Nährstoffzahl N = 4 (nährstoffreich), Kontinentalitätszahl K = 3 (subozeanisch bis subkontinental).
Geranium sylvaticum ist in Mitteleuropa eine schwache Charakterart der Klasse der subalpinen Hochstaudenfluren (Betulo-Adenostyletea); kommt aber auch in Pflanzengesellschaften der Verbände Goldhaferwiese (Polygono-Trisetion) als Trennart, Gierschgesellschaften (Aegopodion), Mesotherme Saumgesellschaften (Trifolion medii) oder Hartholz-Auenwäldern (Alno-Ulmion), dort in der Assoziation Grauerlen-Auewald (Alnetum incanae) vor. Er ist eine Begleitart der Assoziation Hasen-Laserkraut-Saum (Bupleuro longifolii-Laserpitetum latifolii) im Verband der xerothermen Saumgesellschaften (Geranion sanguinei). Diese montane Saumgesellschaft  erstreckt sich in Hochlagen von der Schwäbischen Alb bis zum Steigerwald. Neben den namensgebenden Charakterarten Breitblättriges Laserkraut und Langblättriges Hasenohr bestimmen Wald-Witwenblume, Berg-Distel, Blaugrüne Segge, Hasenlattich, Große Bibernelle und Ochsenauge das Bild der Assoziation.

## Taxonomie
Die Erstveröffentlichung von Geranium sylvaticum erfolgte 1753 durch Carl von Linné in Species Plantarum, Tomus II, S. 681. Das Artepitheton sylvaticum bedeutet „im Wald wachsend“. Synonyme für Geranium sylvaticum L. sind: Geranium aconitifolium sensu Knaf, Geranium aconitifolium subsp. venosum Pers., Geranium albiflorum sensu Korsh., Geranium alpestre Schur, Geranium angulatum Curtis, Geranium argenteum Geners. non L., Geranium batrachioides Hocq. non Cav., Geranium caroli-principis Panţu, Geranium caeruleo-purpureum Gilib. nom. inval., Geranium eglandulosum (Čelak.) Dalla Torre, Geranium fastigiatum (Fr.) Gliemann, Geranium knollii Rchb., Geranium krylovii Tzvelev, Geranium lemanianum Briq., Geranium losae Sennen, Geranium praealpinum Beck, Geranium pratense subsp. sylvaticum (L.) Bonnier & Layens, Geranium purpureo-caeruleum sensu Ledeb., Geranium sylvestre Bab., Geranium uralense Kuvaev, Geranium venosum sensu B.D.Jacks., Geranium sylvaticum subsp. lemanianum (Briq.) Schinz & R.Keller,

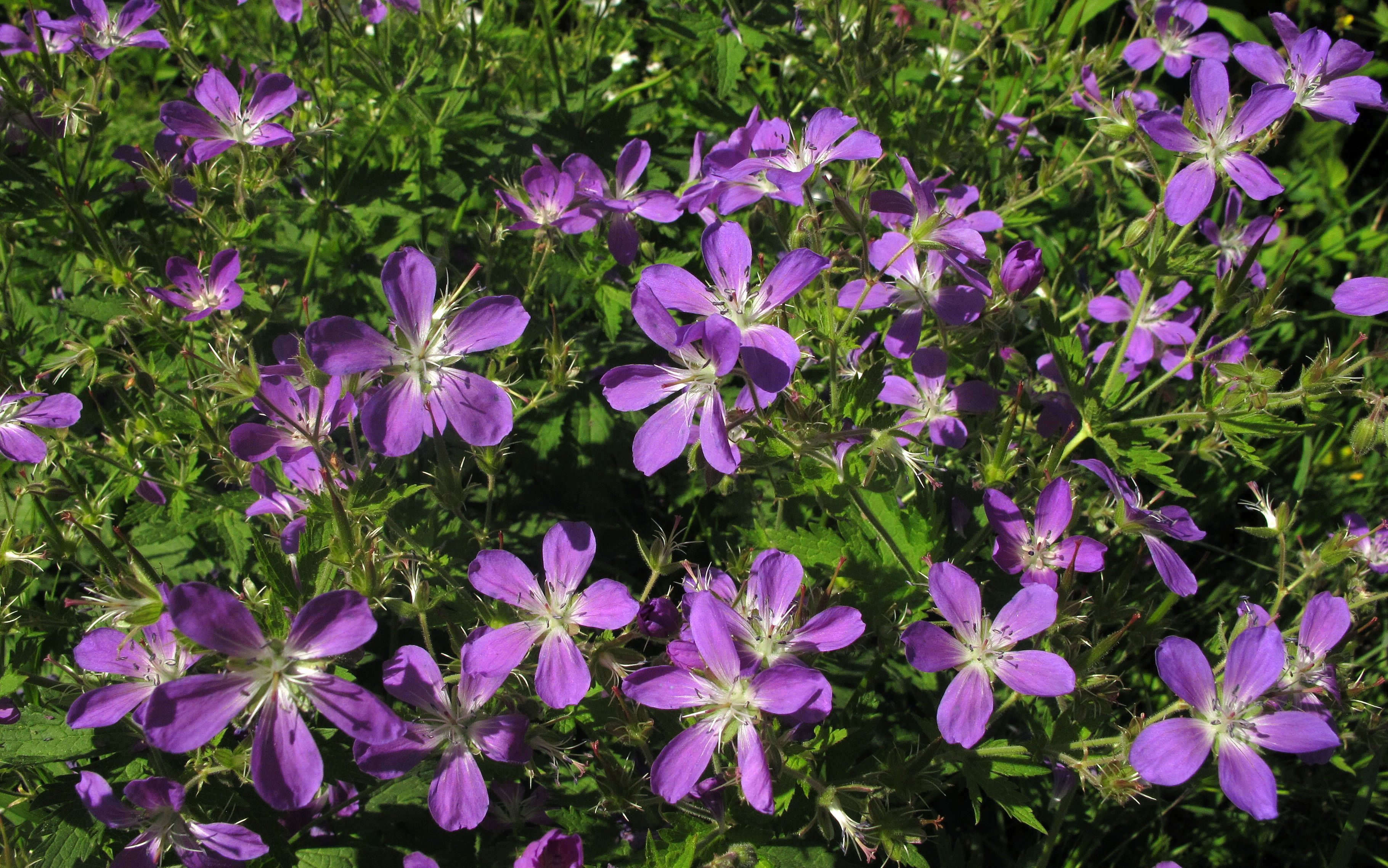
Bestand in einem Naturgarten

## Verwendung
Der Wald-Storchschnabel ist seit 1623 in Kultur. Er wird in Naturgärten und Staudenrabatten angepflanzt und gedeiht in sonnigen bis halbschattigen Standorten. Die Vermehrung erfolgt durch Aussaat und Teilung. Es gibt mehrere Sorten, wie z. B. ‚Album‘, die sich durch weiße Blüten auszeichnet. Eine weitere Sorte, ‚Meran‘, besitzt dunkelblaue Blüten. Die Sorte ‚Mayflower‘ hat blauviolette Blüten mit weißem „Auge“ in der Blütenmitte. Diese, aber auch andere Sorten und Arten, werden im Handel bisweilen auch als Garten-Storchschnabel bezeichnet.
Im Schwarzwald sollen die Blüten zum Blaufärben von Ostereiern verwendet worden sein. Auf Island soll das schon in vorchristlicher Zeit gewesen sein. In Norwegen wurde aus Pflanzenteilen ein gelber Farbstoff gewonnen.